# SEP15
SEP15 (англ. Selenoprotein F) – білок, який кодується однойменним геном, розташованим у людей на короткому плечі 1-ї хромосоми.  Довжина поліпептидного ланцюга білка становить 162 амінокислот, а молекулярна маса — 17 790.
| 10         |  | 20         |  | 30         |  | 40         |  | 50         |
| ---------- |  | ---------- |  | ---------- |  | ---------- |  | ---------- |
| MAAGPSGCLV |  | PAFGLRLLLA |  | TVLQAVSAFG |  | AEFSSEACRE |  | LGFSSNLLCS |
| SCDLLGQFNL |  | LQLDPDCRGC |  | CQEEAQFETK |  | KLYAGAILEV |  | CGKLGRFPQ  |
| VQAFVRSDKP |  | KLFRGLQIKY |  | VRGSDPVLKL |  | LDDNGNIAEE |  | LSILKWNTDS |
| VEEFLSEKLE |  | RI         |  |            |  |            |  |            |

A: Аланін

C: Цистеїн

D: Аспарагінова кислота

E: Глутамінова кислота

F: Фенілаланін

G: Гліцин

I: Ізолейцин

K: UЛізин

K: Лізин

L: Лейцин

M: Метіонін

N: Аспарагін

P: Пролін

Q: Глутамін

R: Аргінін

S: Серин

T: Треонін

V: Валін

W: Триптофан

Задіяний у такому біологічному процесі як альтернативний сплайсинг. 
Локалізований у ендоплазматичному ретикулумі.